# Aphodius borealis
Aphodius borealis és una espècie de coleòpter de la família Escarabèids que habita a l'Holàrtic: Europa, Àsia, i Amèrica del Nord.